# Pedro Albéniz
Pedro Albéniz (Logroño, 14 aprile 1795 – Madrid, 12 aprile 1855) è stato un pianista, organista e compositore spagnolo.

## Biografia
Pedro Albéniz nacque a Logroño il 14 aprile 1795. Iniziò i suoi studi con suo padre Mateo Albéniz, compositore di musiche sacre. Quindi proseguì la sua educazione musicale a Parigi con eminenti insegnanti quali Henri Herz, Friedrich Kalkbrenner e Gioachino Rossini. 
Tornato in Spagna, fu organista nella Chiesa di Santa Maria a San Sebastián. Dal 1830 divenne professore al Conservatorio Reale di Madrid. Dal 1834 fu organista della Cappella Reale di Madrid e dal 1841 maestro di musica di Isabella II di Spagna.
È considerato il fondatore della moderna scuola spagnola di pianoforte e autore di circa settanta opere di piano nonché di un metodo per pianoforte.